# Villa Medicea di Coltano

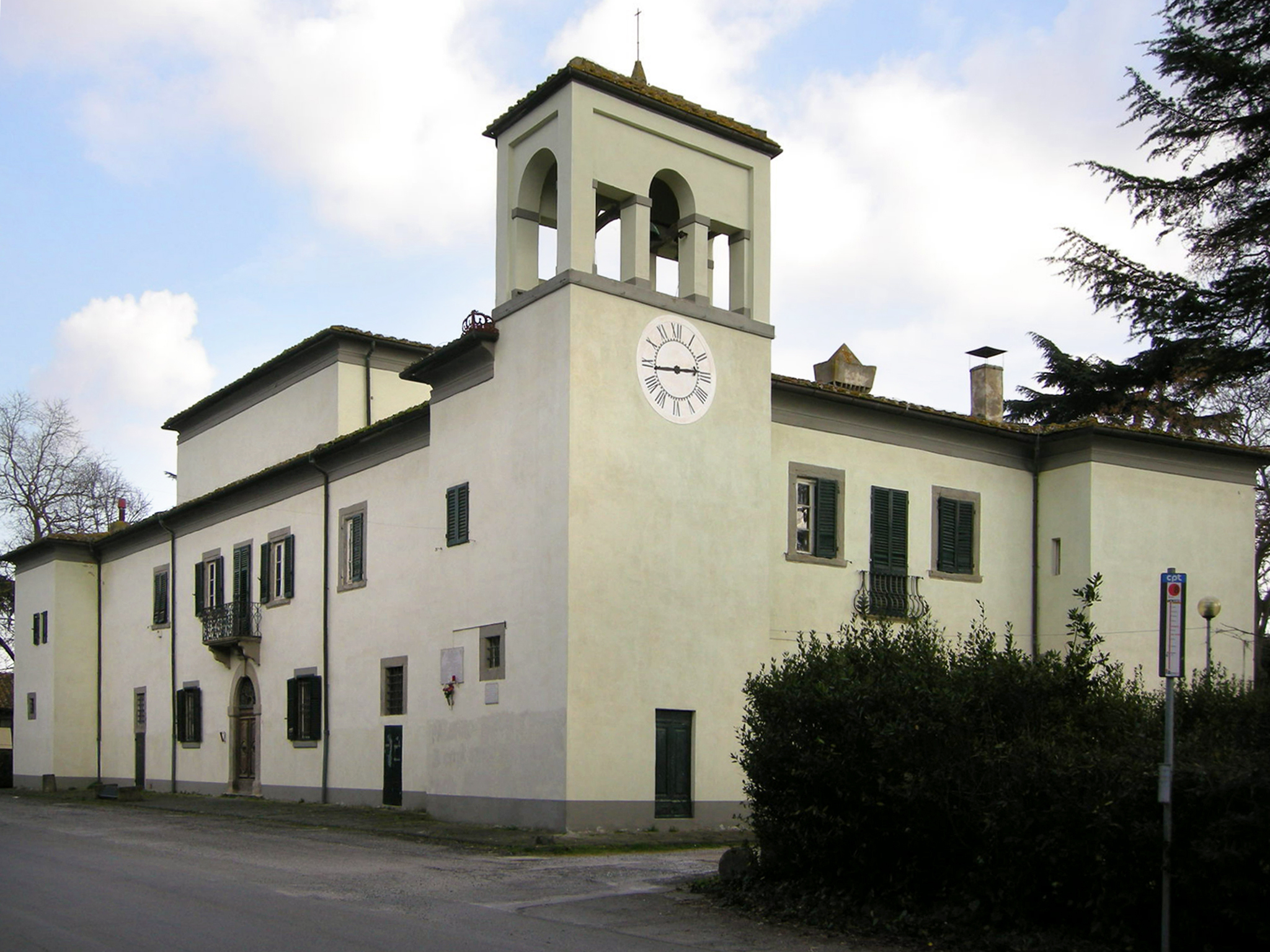
Villa medicea di Coltano

A Villa Medicea di Coltano é um palácio italiano que se encontra na chamada Tenuta di Coltano (Herdade de Coltano), próximo de San Piero a Grado (onde surge a célebre Basilica di San Pietro Apostolo), na comuna de Pisa.

## História
O primeiro testemunho sobre a posse dos terrenos da herdade remonta ao ano 780, como se constata num documento presente no Arquivo de Estado de Pisa, no qual um nobre local faz o pedido aos proprietários, os monges da Abbazia di San Savino, de poder caçar lontras nos territórios circundantes à Chiesa di San Quirico di Coltano. Desde então, a história da herdade e dos seus habitantes estão intimamente interligadas.
A primeira residência foi edificada, provavelmente, por volta do ano 1000, na actual localidade de Palazzi, onde ainda restam uma coluna, na proximidade da igreja, e os muros circundantes, no interior do palácio. 
Em 1562, a propriedade passou, por intermédio duma bula do Papa Pio IV, para os monges da Ordem Militar de São Estevão, a ordem fundada por Cosme I para combater os corsários turcos no Mar Mediterrâneo.
Cosme já havia, de facto, iniciado em 1558 uma beneficiação da zona, mandando realizar um fosso, chamado delle Bocchette, no âmbito dum amplo projecto de melhoramento dos terrenos pantanosos entre Pisa e Livorno.
A herdade já estava bem avançada do ponto de vista agrícola, produzindo cereais e laticínios, graças à prosperidade de gado bovino, quando Michel de Montaigne a visitou em 1581.
A villa foi reslizada, em 1586, por Bernardo Buontalenti, como centro administrativo da zona, por encomenda de Dom António de Médici, através duma profunda reestruturação da residência precedente. É caracterizada pela presença de fortificações, com quatro torretas nos ângulos, como acontece na Villa di Camugliano.
Foi usada frequentemente como residência de caça. De facto, mais tarde foi incluída entre os oito "banidos" grão-ducais, com a Villa di Poggio Imperiale, as Cascine dell'Isola, a Villa di Cafaggiolo, Migliarino, San Rossore e o Tombolo. 
Os Lorena, que tomaram posse do património dos Médici em 1737, em vez de alienarem a herdade, como aconteceu com muitas outras villas dos Médici, ampliaram-na e embelezaram-na, usando-a como lugar de representação, como aconteceu por ocasião da visita de Fernando I das Duas Sicílias em 1785. Durante um certo período foi efectuada a criação duma raça equina muito prestigiada, por vontade do Grão-duque Pedro Leopoldo. Mas, seguramente, a vasta reserva de caça era um dos elementos mais apreciados, ao ponto de Leopoldo II ter ampliado a extensão.
Depois de ter pertencido aos Saboia (na villa residiu durante algum tempo Vitor Emanuel II) e em seguida ao Estado Italiano, foi doada, juntamente com outras herdades entre Pisa e Livorno (por exemplo a Villa di Seravezza), à Opera Nazionale Combattenti (Obra Nacional dos Combatentes): foi esta que se encarregou de complementar os melhoramentos, entre 1920 e 1933, o que permitiu o desfrute agrícola da área.
Em seguida, a villa foi vendida ao actual proprietário, o município de Pisa, que a tem aberta ao público e realiza no parque numerosas actividades.